# Витшток (Досе)
Витшток (њем. Wittstock/Dosse) град је у њемачкој савезној држави Бранденбург. Једно је од 23 општинска средишта округа Остпригниц-Рупин. Према процјени из 2010. у граду је живјело 15.650 становника. Посједује регионалну шифру (AGS) 12068468.

## Географски и демографски подаци
Витшток се налази у савезној држави Бранденбург у округу Остпригниц-Рупин. Град се налази на надморској висини од 65 метара. Површина општине износи 417,2 km². У самом граду је, према процјени из 2010. године, живјело 15.650 становника. Просјечна густина становништва износи 38 становника/km².

## Међународна сарадња
| Мјесто     | Држава  | Врста сарадње | Од    |
| ---------- | ------- | ------------- | ----- |
| Ешилструна | Шведска | контакт       | 1994. |
| Извор      |         |               |       |